# Micrura leidyi
Micrura leidyi är en djurart som tillhör fylumet slemmaskar, och som först beskrevs av Addison Emery Verrill 1892.  Micrura leidyi ingår i släktet Micrura och familjen Lineidae. Inga underarter finns listade i Catalogue of Life.